# Fóvea pterigoidea
La fóvea pterigoidea (ocasionalmente llamada fosa o depresión) es una superficie cóncava en el lado medial superior de la rama de la mandíbula.
Localizada detrás de la escotadura mandibular y abajo del cóndilo mandibular, la fóvea pterigoidea está ubicada en la superficie anterior del cuello de la mandíbula y sirve para la inserción del músculo pterigoideo lateral.
No debe ser confundida con la fosa pterigoidea del hueso esfenoides.